# Rátonyi Hajni
Rátonyi Hajni (Budapest, 1955. június 10. –) magyar színésznő. Édesapja Rátonyi Róbert színész, bátyja ifj. Rátonyi Róbert zenész.

## Élete
1977-ben végzett a Színház- és Filmművészeti Főiskolán. Már 1964-ben Brachfeld Siegfried, 1966-ban Szepesi György „Plusz 1 fő” című tévéműsorában szerepelt, majd külföldi turnékon is részt vett édesapjával. 1974-ben a Thália Színház, 1977-től a Vidám Színpad, 1998-tól 2002-ig a Soproni Petőfi Színház tagja lett. 2002-től szabadúszó. Sokoldalú színésznő, aki vidám és drámai szerepekben egyaránt érvényesül. Színházi szerepei mellett rendszeresen szinkronizál.

## Színházi szerepeiből
- William Shakespeare: Sok hűhó semmiért... Margit
- George Bernard Shaw: Vissza Matuzsálemhez... néger nő
- Robert Thomas: Nyolc nő... Susanne
- Ray Cooney: Család ellen nincs orvosság... Jane Taylor
- Ray Cooney: Pénz áll a házhoz... Jean, Henry felesége
- Noël Coward: Vidám kísértet... Madame Arcati
- Paul Pörtner: Hajmeresztő... Mrs. Schubert, szenátorné
- J. B. Priestley: Veszélyes forduló... Maud Mockridge
- Johnnie Mortimer: Pasik a pácban... Ethel
- Ken Ludwig: Vegyes páros... Mária Morelli
- Marc Camoletti: Leszállás Párizsban... Jacqueline
- Marc Camoletti: Szex a lelke mindennek (Anna csak egy van)... Claude
- Jean de Létraz: A szerencse fia... Charlot
- Katona József: Bánk bán... Izidóra
- Hunyady Sándor: A  három sárkány... Zsófia
- Heltai Jenő: Szépek szépe... Panci
- Hiawata... a kacagó lány
- Denis Diderot: Fecsegő ékszerek... több szerep
- Kalevala... Louhi lánya
- Georges Feydeau: Bolha a fülbe... Lucienne de Histangua
- Nóti Károly: Nyitott ablak... Pirike, a polgármester lánya
- Nóti Károly: Szeressük egymást!... Sárkányné
- Schönthan testvérek – Kellér Dezső – Horváth Jenő – Szenes Iván: A szabin nők elrablása... Róza
- Szirmai Albert – Bakonyi Károly – Gábor Andor: Mágnás Miska... Nagymama
- Kálmán Imre: Marica grófnő... Puttzendorf Lotti grófnő
- John Kander – Fred Ebb: Chicago... Mama Morton
- Konsztantyinov – Racer: Segítség! Válunk!... Nadja
- Maurice Hennequin – Pierre Veber: Elvámolt éjszaka... Paulette
- Bornicek: Két férfi sakkban... Guilette
- Lakner Artúr: Édes mostoha... Mária
- Idefigyeljenek emberek! – Alfonzó-kabaré... szereplő
- Hívtak, jöttem! – (Szegedi Molnár Géza és vendégei)... szereplő
- Szabó Magda: Abigél... Erzsébet testvér
- Vaszary Gábor: Bubus... Klárika
- Görgey Gábor: Szexbogyó... Nana
- Harsányi Gábor: www.család az interneten.hu... feleség
- Fekete Sándor: A Lilla villa titka... Helénke, aki szívből szeret
- Bencsik Imre: Kölcsönlakás... Dobosné
- Nógrádi Gábor: Segítség, ember!... Sün
- Grimm fivérek – Fényes Szabolcs – Romhányi József: Hamupipőke... Hétzsákné, kapzsi asszony
- Sármándi Pál – Dénes Margit: Peti meg a róka... Boszorkány
- Arnold–Bach: Apa csak egy van?... Doris
- Dan Gogging: Apácák... Mária Regina nővér
- Trunkó Barnabás: Az élettől keletre!(kabaré)... szereplő
- Thália kabaré... szereplő
- Meddig lehet elmenni? (politikai kabaré)... szereplő
- Kriminális kabaré... szereplő
- Dobogón vagyunk (kabaré)... szereplő
- Soproni kabaré... szereplő

## Filmek, televíziós szerepei
- Keresztanyu (2021–2022)[3] – Wonderlich Elza
- Bubus (2010) – kisasszony
- Szeress most! (2004) – Katalin, titkár
- Akinek humora van (2003)
- Apa csak egy van (1995)
- Gálvölgyi Show (1987)
- Telepódium
  - Most mi jövünk! (1985)
  - Kutyakomédia (1982) – Kriszti
- Abigél (1978) – Muray
- Őszi versenyek (1976)

## Szinkron
- Violetta – Olga Patricia Peña
- Soy Luna (argentin telenovella) – Olga
- Elfeledett szerelem (mexikói telenovella) – Eufrasia
- A házasság buktatói (török televíziós drámasorozat) – Nursen Şahin Kuru
- Szulejmán – Haçer Hatun
- Canterbury mesék – a Bathi Asszonyság
- Péntek 13 – Pamela Voorhees
- South Park - Liane Cartman
- Star Wars: A Rossz Osztag – Taun We
- Joey - Roberta ‘Bobbie’ Morganstern

## Díjai
- Emberi Hang díj (2021)